# 西点军校
美国军事学院，常稱為西點軍校（英語：West Point），是美國第一所軍校，位于纽约州上州橙縣西點（哈德逊河西岸），距离纽约市约80公里。学校占地1万6千英亩（约647500公亩）。
從該軍事學校畢業的學生將獲得理學學士，畢業後的軍銜是陸軍少尉。畢業生必須在軍隊中至少服役5年和退伍後至少3年的後備役。
西點軍校的美式足球隊历史上一直称为“哈德逊黑骑士”（The Black Knights of the Hudson），不过现在已经缩写为“黑骑士”（Black Knights）。美国的媒体有时也将西点军校的美式足球隊称为“陆军”（Army），这种叫法也已经成为正式的称谓。
西點軍校的校訓是“責任、榮譽、國家”，該校是美國歷史最悠久的軍事學院之一，曾與英國桑赫斯特皇家軍事學院、俄羅斯伏龍芝軍事學院以及法國聖西爾軍事專科學校並稱世界“四大軍校”。美國民間流傳北方有西點軍校，南方有維吉尼亞軍校。西點軍校是美國愛國者聯盟盟校之一。除西點軍校之外，該聯盟由包括麻省理工學院、理海大學、喬治城大學和美國海軍學院在內的其他12所精英學府組成，這些學府的共同之处是規模小和高度精英化。
西点军校名列国家史迹名录之中，也是美国国家历史名胜之一。

## 历史
乔治·华盛顿选中了西点为堡垒建筑点，因为这是一个整个美洲重要的战略地点。西点在哈德逊河“S”弯之中，占据西点之人可以控制所有河运。1778年，考斯俄茨科准将设计了堡垒的外形。美国独立之后，华盛顿想在此建立一所全国军校，但是他的国务卿托马斯·杰斐逊争辩说美国宪法之内没有给总统创立军校的权力。杰斐逊上任总统之后，在1802年3月16日签署了法律，建立美国军校，同年7月4日西点军校开门。

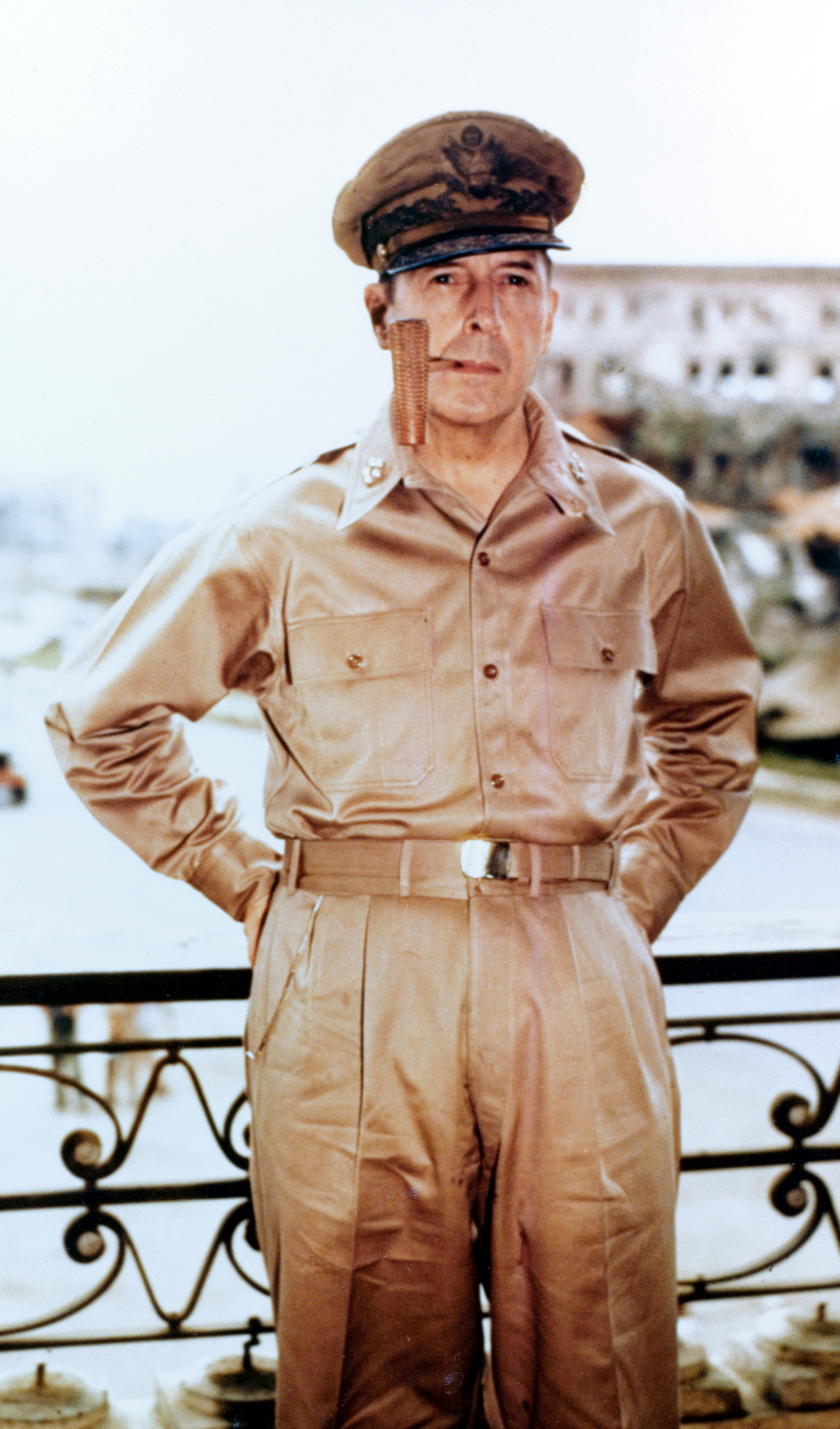
三十一任校長道格拉斯·麦克阿瑟

1817年至1833年，西尔韦纳斯·塞耶上校擔任校长。他将土木工程设置为学校主要课程，这个期间的毕业生修建了美国大部分最初的铁路线、桥梁、港口和公路。南北战争之后，美国开始建立其他工科学校，西点军校的课程开始扩展到土木工程之外领域。
一次大战以后，校长道格拉斯·麦克阿瑟进一步增加学术课程。認知到现代战争中對軍人体能的要求，麥帥推进了体育健身和运动項目與活動。“每一个军校学生都是运动员”成为了一个重要目标。同时，军校学生传统的荣誉系统，成为校方正式规则。
1964年，林登·约翰逊总统簽署法案，从2529名学生增加到4417名（现已降至4,000名）。
1976年，西点军校第一次招收女生。
1810年和1816年，西点军校没有毕业生；而1861，1917，1918，1922和1943年有两班毕业生。
20世纪中，西点军校课程结构继续扩展和改变，现在学生可以在十几个领域中选课，除以前的工科，各类理科和文科都具備。

## 校服

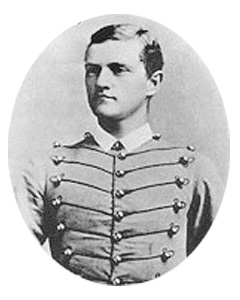
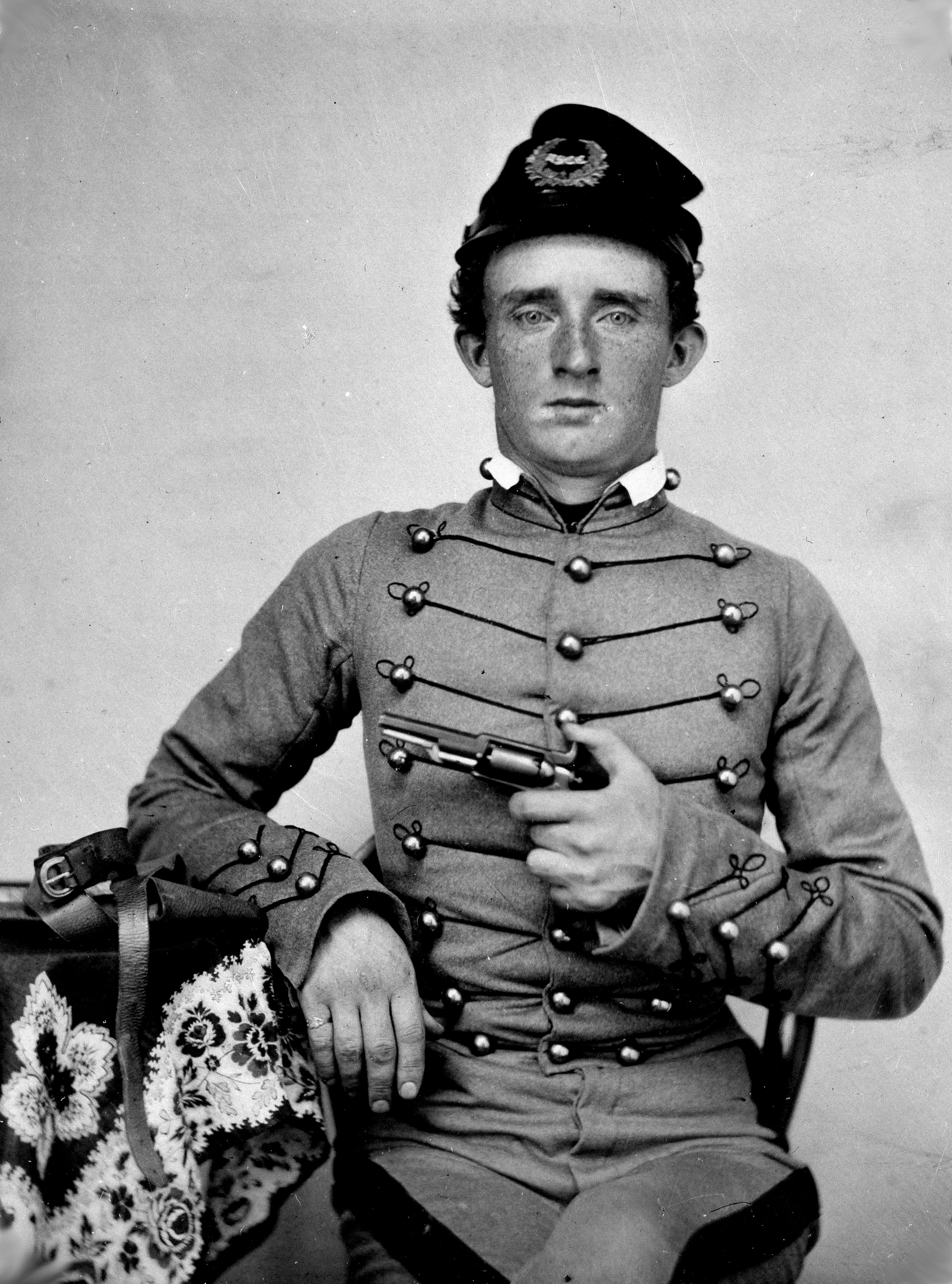

## 入學標準
西點軍校入學申請人必須年齡在17至23歲之間、未婚且沒有撫養孩子義務，高中及大學成績必須高於平均水平，並且在SAT考試中表現出色的美國公民。申請人還必須接受健康評估和完整的體檢。申請過程分有二：申請入學和得到提名：多數人會獲得其國會議員的提名，有些人會得到美國總統、副總統的提名。西點軍校錄取標準嚴格，2024級的錄取率僅為7.74%。此外，有60多名外國學生在西點軍校就讀，教育費用由贊助國政府承擔。
申請人必須高中畢業，如有大學經歷，不得以轉學方式入學，每個學生都必須接受完整四年課程。如果申請人學業資格不足，則可能收到美國軍事學院預備學校的邀請就讀，畢業後，如果得到指揮官的推薦，並符合入學健康要求，就可以成為西點軍校的成員。有些達合格標準但未中選的人，可以得到約 7,000 美元獎學金前往民間大學就讀；這些學生在一年後，可以得到錄取進入西點軍校。

## 軍校課程及訓練

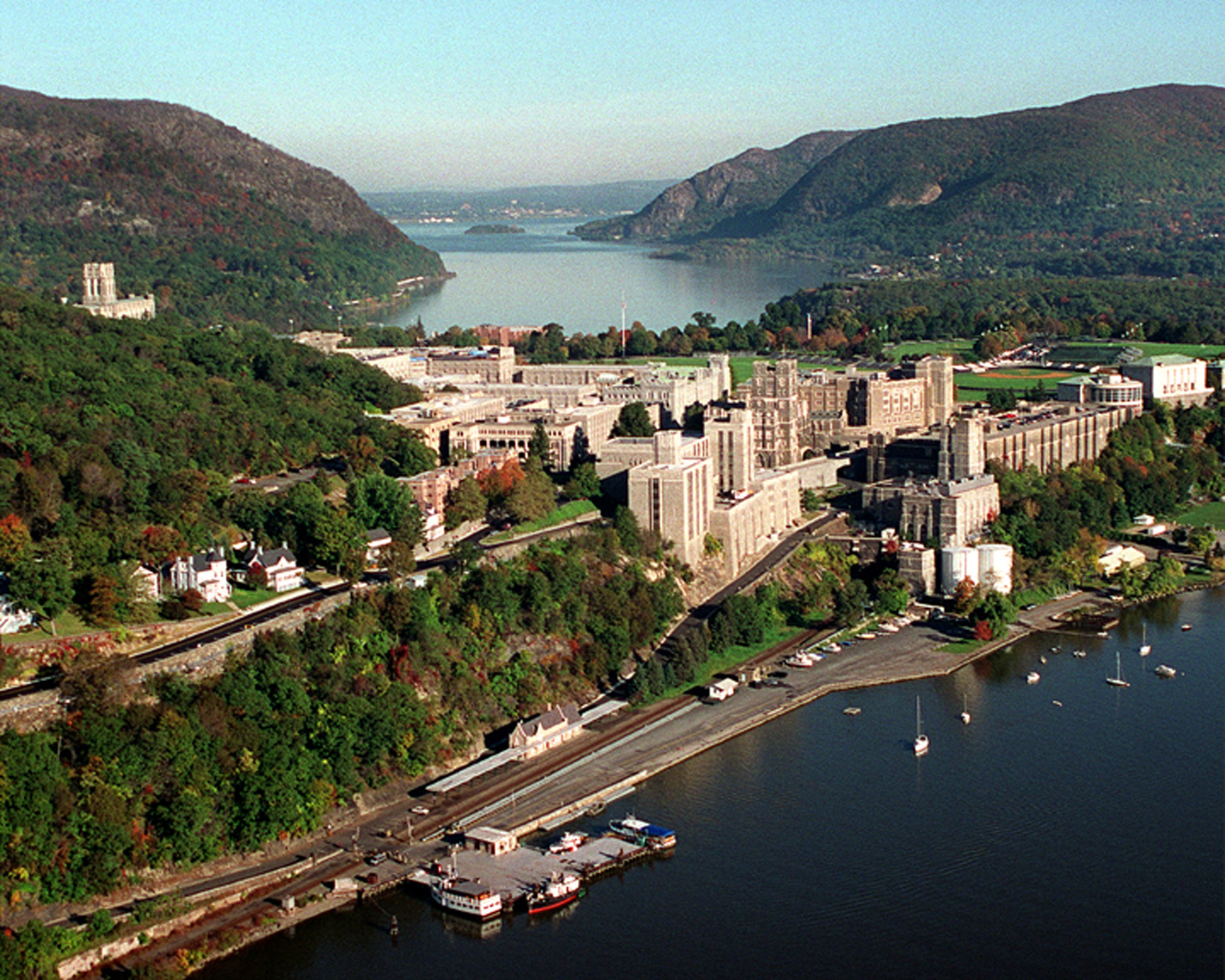
西点军校校园

### 學術課程
西點軍校獲得中部各州高等教育委員會的認可，提供四年制度大學課程，強調人文、科學和專業，但沒有研究所課程。全校設有四十五個學術專業課程，其中最受歡迎的是外語、資訊管理、歷史、經濟學和機械工程。教職員工中，軍官佔比75%，文職佔25%。
教學課程由31門核心結構組成，力求在人文和科學之間平衡，課程包括數學、資訊、化學、物理、工程、歷史、地理、哲學、領導力和心理學、英語作文和文學、外語、政治學、國際關係、經濟學和憲法及法律。經過基礎學科驗證程序，也有部分學員可以提前參加進階課程。
學院的教學採取Thayer 教學法，這種教學強調小班授課，學生每天有作業，必須在課前完成家庭作業，並帶到課堂上進行協作討論，使學生對自己的學習積極負責。無論是何專業，所有學員在畢業時都獲得理學學士學位。
學員成績決定畢業後在陸軍部門的職位分配，計算分數包含學業成績 (55%)、領導能力 (30%) 以及身體素質和運動成績 (15%) 的組合。

### 軍事訓練
西點軍校所有學員在畢業後都立即被任命為少尉，因此軍事訓練和領導力教育必須與學術教學相結合，讓學員於畢業時達成擔任軍官應有的標準。所有訓練和紀律事項與學術單位分離，屬於指揮官辦公室的職權。
進入學校的新學員或稱為四等學員，在接待日 (reception day) 或進入學院，這也是學員基礎訓練 (CBT) 的開始，俗稱「野獸兵營」。學員必須從平民生活過渡到軍事生活，是多數學員入學後最困難的時期。第二個夏天，學員們在學校附近的巴克納營地接受學員野戰訓練 (CFT)，接受更先進的野戰技術和軍事技能教育。在第三個夏天，學員可以擔任 CBT 或 CFT 的指導員。
四年級「高級學員」 (Rising Firsti) 必須在巴克納營再訓練一個月，接受現代戰術狀況的教育。之後畢業，他們很快就會入伍服役成為新任排長。學員在第二、第三和第四個夏天也有機會在世界各地的現役部隊和軍事學校服役，其中包括空降、空中突擊、工兵、探路先鋒者等軍事專業學校
在校內，由上尉或少校級的現役軍官擔任連隊戰術軍官（TAC）。 TAC 的作用是指導、培訓和教導學員正確的秩序和紀律標準，並擔任示範榜樣。每個學員連隊都有一個戰術軍官，還有一名高級士官來協助戰術軍官，稱為 TAC-NCO。
軍事教學部 (DMI) 負責所有軍事和科學教育，並規劃執行學員的暑期訓練。在軍事教學部，每個陸軍分支都派有一名代表，做為各自分支的意見代表，並在學員畢業分配時擔任聯繫工作。在軍事教學部設有現代戰爭研究所，致力於當代衝突和戰爭演變特徵的研究。

### 體能訓練
體育部 (DPE) 負責學院的體育課程，包括體育教學、體能測試和運動競技。其負責人擁有「劍術大師」的稱號，其歷史可以追溯到 19 世紀，當時體育部的部分課程教授劍術。
所有學員都必須參加一系列的體能課程，如軍事技能運動（應用體操）、拳擊、求生游泳，以及高級格鬥課程。學員還可以參加選修的體育課程，如潛水、攀岩和有氧健身。在麥克阿瑟 (Douglas MacArthur) 擔任校長期間，並要求每名學員每學期都要參加校際運動、俱樂部運動，以及校內的「連隊體育」運動。
與所有陸軍士兵一樣，學員必須每年通過兩次陸軍體能測試，並通過海耶斯體育館內的障礙課程測試 (IOCT)。

### 道德操守訓練
西點軍校道德準則的基礎在學院的座右銘「責任、榮譽、國家」，重視指導學員的軍事職業價值觀，其中包括：職業軍事道德教育 (PME2)、志願宗教計畫、與幹部榜樣的互動、對來校嘉賓帶領說明。道德和倫理教育完整貫穿在學員的軍校體驗，學員必須遵守西點榮譽準則，並通過制式的領導培育計畫。
西點軍校榮譽守則為：「學員不會說謊、欺騙、偷竊或容忍那些違反榮譽的人。」被指控違反的學員會面臨調查和聽證程序。如果被同儕陪審團判定有罪，他們將面臨嚴重的後果，可能因此被降級或強制離開學院。 過去陪審團曾經通過一種「沉默」的集體譴責，但該做法在國家審查後於 1973 年停止適用。
儘管西點軍校的榮譽準則廣為人知，也對其他大學產生影響力，但該校仍然經歷幾次重大違規行為：在 1976 年，151 名初級學員考試中違反榮譽準則。2020年，另有70多名學員被指控考試作弊。

## 學員生活與組織

### 學員生活
學員入學程序經過國會議員的提名，分別來自美國 50 個州、波多黎各、哥倫比亞特區、馬里亞納群島、關島、美屬薩摩亞和美屬維爾京群島。該學院還招收最多 60 名國際交流學員，外籍學員接受與一般學員完全相同的四年課程。2016-2017 學年的學生總人數為 4,389 名學員，大約有 20% 是女性。
所有學員四年內都住在校園軍營，多數學員使用二人房，但有些房間是為三名學員設計的。所有連隊都住在同一個軍營區，學員會被分組到個別連隊中。指揮官也可能會讓學員在學習生涯中的某個時點更換連隊。
一般學員入學後，所有學費和食宿費由陸軍支付，並據以承諾未來五年現役和三年預備役的服務。學員每月可獲得約 1千美元（2015 年）津貼做為書籍、制服和其他必需品支出。管理系統會從該金額中，自動扣除制服、書籍、用品、服務、膳食和其他雜項費用，剩餘金額由學員自行運用。在任何工作日，所有學員都會在華盛頓大廳共進早餐和午餐。學校的體育發展中心，提供各種健身設施讓學生使用。學員在校內可以使用經批准的設備上網。

### 學員組織
每班學員入學時會選舉班長及其他行政職位，同時還組成戒指和徽章委員會，負責設計班級徽章。徽章上必須包含USMA縮寫及班級座右銘，以做為班級標誌，未來會壓印在班級專有戒指上。班級座右銘是在學員基礎訓練期間由班級提出，並在大一學年開始前自行投票決定使用。
在軍校內，學員稱呼與一般大學生不同，不稱為大一、大二、大三或大四生，而是稱為四等、三等、二等和一等學員。另有通俗的稱呼是：大一是「平民」 (plebe)，大二是「一歲馬」 (yearling)，大三是「牛」(cow)，大四是「第一」 (firstie)。這些名稱的起源不是完全清楚，一般認為：「plebe」是古羅馬社會的下層階級，「yearling」是稱呼一歲動物的說法。「cow」的起源則來源不明。
學員軍團正式組織為一個旅。資深學員擔任旅指揮官，傳統上被稱為the First Captain。學生旅由四個團組成，每個團內有三個營，每個營由三個連組成。 一等學員在旅內擔任領導職務，職務從旅指揮官 (the First Captain) 到連隊內的排長（platoon leaders），二等學員擔任學員軍士（cadet sergeant），三等學員擔任學員下士（cadet corporal），四等學員擔任學員士兵（cadet privates）。學員軍團的任務之一是培養領導能力，所以責任是隨著等級上升而增加。
所有的學員的四年學習，會在「學員領導發展系統」(CLDS) 的框架下運作，實踐其應扮演的角色。學員從實習生開始展開軍旅生涯，接著從學員士兵開始逐步晉升，最終成為學員軍官。過程中，新生並沒有領導責任，主要在學習如何服從命令，在嚴格的環境中履行職責，而資深學員則擔負起重要的領導責任，但也同時享有等級相對應的特權。

## 外部連結
- 美國軍事學院官方網站（页面存档备份，存于）